# Дискретна оптимізація
Дискретна оптимізація — розділ оптимізації в прикладній математиці та інформатиці. На відміну від неперервної оптимізації, деякі або всі змінні, що використовуються в задачі дискретної оптимізації, діскретні, тобто, можуть набувати значень лише з дискретного набору, наприклад, цілих.

## Галузі
Три основні гілки дискретної оптимізації:
- комбінаторна оптимізація, що розглядає задачі на графах, матроїдах та інших дискретних структурах;
- цілочисельне програмування;
- програмування в обмеженнях.

Однак усі ці гілки тісно переплетені, оскільки багато задач комбінаторної оптимізації можна змоделювати як цілочисельні програми (наприклад, задачу про найкоротший шлях) або програми в обмеженнях, будь-яку програму в обмеженнях можна сформулювати як цілочисельну програму і навпаки, а програми в обмеженнях та цілочисельні часто допускають комбінаторну інтерпретацію.